# Sollevamento pesi ai Giochi della XXII Olimpiade - Pesi massimi-leggeri
La competizione della categoria pesi massimi-leggeri (fino a 82,5 kg) di sollevamento pesi ai Giochi della XXII Olimpiade si è svolta il giorno 26 luglio 1980 all'Izmailovo Sports Palace di Mosca.

## Regolamento
La classifica era ottenuta con la somma delle migliori alzate delle seguenti 2 prove:
- Strappo
- Slancio

Su ogni prova ogni concorrente aveva diritto a tre alzate. In caso di parità vinceva il sollevatore che pesava meno.

## Risultati
| Pos.    | Atleta                  | Nazione          | Peso Atleta | Strappo | Strappo | Strappo | Strappo | Slancio | Slancio | Slancio | Slancio | Totale |
| Pos.    | Atleta                  | Nazione          | Peso Atleta | 1       | 2       | 3       | Tot     | 1       | 2       | 3       | Tot     | Tot    |
| ------- | ----------------------- | ---------------- | ----------- | ------- | ------- | ------- | ------- | ------- | ------- | ------- | ------- | ------ |
| Oro     | Jurij Vardanjan         | Unione Sovietica | 81,70       | 165,0   | 172,5   | 177,5   | 177,5   | 205,0   | 215,5   | 222,5   | 222,5   | 400,0  |
| Argento | Blagoj Blagoev          | Bulgaria         | 81,60       | 165,0   | 170,0   | 175,0   | 175,0   | 192,5   | 197,5   | -       | 197,5   | 372,5  |
| Bronzo  | Dušan Poliačik          | Cecoslovacchia   | 82,00       | 155,0   | 160,0   | 160,0   | 160,0   | 200,0   | 205,0   | 207,5   | 207,5   | 367,5  |
| 4       | Jan Lisowski            | Polonia          | 81,85       | 150,0   | 155,0   | 155,0   | 150,0   | 197,5   | 205,0   | 210,0   | 205,0   | 355,0  |
| 5       | Krasimir Drandarov      | Bulgaria         | 81,95       | 150,0   | 155,0   | 155,0   | 155,0   | 200,0   | 205,0   | 212,5   | 200,0   | 355,0  |
| 6       | Paweł Rabczewski        | Polonia          | 82,30       | 155,0   | 160     | 160,0   | 155,0   | 195,0   | 195,0   | 202,5   | 195,0   | 350,0  |
| 7       | Detlef Blasche          | Germania Est     | 80,95       | 152,5   | 152,5   | 157,5   | 152,5   | 192,5   | 197,5   | 197,5   | 192,5   | 345,0  |
| 8       | Juhani Avellan          | Finlandia        | 82,35       | 150,0   | 155,0   | -       | 150,0   | 182,5   | 182,5   | 190,0   | 182,5   | 332,5  |
| 9       | Vladimir Zrnić          | Jugoslavia       | 82,30       | 137,5   | 142,5   | 142,5   | 142,5   | 180,0   | 187,5   | 187,5   | 187,5   | 330,0  |
| 10      | Stefan Jonsson          | Svezia           | 82,35       | 137,5   | 142,5   | 142,5   | 142,5   | 180,0   | 185,0   | 187,5   | 185,0   | 327,5  |
| 11      | Talal Hasun Abdul Kader | Iraq             | 81,55       | 137,5   | 142,5   | 145,0   | 145,0   | 177,5   | 182,5   | 182,5   | 177,5   | 322,5  |
| 12      | Erling Johansen         | Danimarca        | 81,40       | 142,5   | 147,5   | 150,0   | 147,5   | 170,0   | 175,0   | 175,0   | 170,0   | 317,5  |
| 13      | Stephen Pinsent         | Gran Bretagna    | 79,50       | 135,0   | 135,0   | 140,0   | 135,0   | 170,0   | 175,0   | 175,0   | 170,0   | 305,0  |
| 14      | Salem Ajjoub            | Siria            | 82,50       | 127,5   | 132,5   | 132,5   | 127,5   | 170,0   | 175,0   | 177,5   | 175,0   | 302,5  |
| -       | Petre Dumitru           | Romania          | 81,90       | 155,0   | 160,0   | 160,0   | 155,0   | 190,0   | 190,0   | 190,0   | -       | DNF    |
| -       | Robert Kabbas           | Australia        | 81,60       | 142,5   | 147,5   | 147,5   | 142,5   | 182,5   | 182,5   | 182,5   | -       | DNF    |
| -       | Þorsteinn Leifsson      | Islanda          | 82,40       | 125,0   | 130,0   | 130,0   | 125,0   | 160,0   | 160,0   | 160,0   | -       | DNF    |
| -       | Bertalan Mandzák        | Ungheria         | 81,80       | 155,0   | 155,0   | 155,0   | -       | -       | -       | -       | -       | DNF    |
| -       | Serge Van Cottom        | Belgio           | 81,55       | 132,5   | 132,5   | 132,5   | -       | -       | -       | -       | -       | DNF    |